# Rejet-de-Beaulieu

Rejet-de-Beaulieu este o comună în departamentul Nord, Franța. În 1 ianuarie 2022 avea o populație de 227 de locuitori.